# Mika Heilmann
Mika Heilmann (født 22. december 1970) er en dansk skuespiller.
Heilmann er som skuespiller autodidakt. 

## Filmografi
- Ballerup Boulevard (1986)
- Venner for altid (1987)
- Nattevagten (1994)
- Mimi og madammerne (1998)
- Driver Dug Falder Rim (1984)